# ثيودور إس. بيك
ثيودور إس. بيك (بالإنجليزية: Theodore S. Peck)‏ هو عسكري أمريكي، ولد في 22 مارس 1843 في برلينغتون في الولايات المتحدة، وتوفي بنفس المكان في 15 مارس 1918.